# オアシス・ショッピング・センター
オアシス・ショッピング・センター（英: Oasis Shopping Centre）は、オーストラリア連邦クイーンズランド州ゴールドコーストブロードビーチのブロードビーチ・モールにあるショッピング・センターである。

## モノレール
オアシス・モノレールは、ビーチ、ショッピング、ソフィテル・ゴールドコースト・リゾートおよびコンラッド・ジュピターズ・カジノを結んでいる。
モノレールの駅として、ジ・オアシスの2階に2駅、コンラッド・ジュピターズ・カジノに1駅がある。
元々はGol'Coastaとして知られており、ショッピング・センターと同時に、1989年にモノレールが旅客営業を開始している。
2001年に、イギリスのブライアリー・ヒルにあるメリー・ヒル・ショッピング・センターにて元々使用されていたモノレールの軌道および列車の大部分を、経営者が買収している。
2013年後半には、モノレールがメンテナンスのために閉鎖され、2014年12月18日にはモノレールの旅客営業を再開している。